# Estado Boliviano (Confederación Perú-Boliviana)
El Estado Boliviano (también denominado como República Boliviana), fue uno de los tres estados que conformaron la Confederación Perú-Boliviana.
Su protector y máxima autoridad presidencial fue el mariscal Andrés de Santa Cruz, electo supremo protector de la Confederación Perú-Boliviana por los Congresos de Tapacarí, Huaura y Sicuani en 28 de octubre de 1836, asumiendo de esta forma la presidencia simultánea. Sin embargo, fue el vicepresidente Dr. Mariano Enrique Calvo quien quedó encargado del Gobierno de Bolivia en la mayor parte del tiempo del período confederado, puesto que el titular, el mariscal Santa Cruz, se hallaba administrando la Confederación desde el territorio territorio peruano. 
Las constantes sublevaciones en Bolivia llevaron a que el vicepresidente encargado del Poder Ejecutivo Dr. Calvo abandone el Gobierno el 17 de febrero de 1839, quedando el Gobierno en acefalía. El mariscal Santa Cruz, tomando en cuenta las sublevaciones, renuncia a la presidencia el 20 de febrero, dejando en sucesión presidencial al Dr. Calvo, sin tomar en cuenta su abandono. El 22 de febrero Jose Miguel Velasco tomó el Gobierno como jefe supremo y luego como presidente, poniendo fin a la unión Perú-Boliviana en octubre con su pronunciamiento la restauración de la República de Bolivia.

## Antecedentes

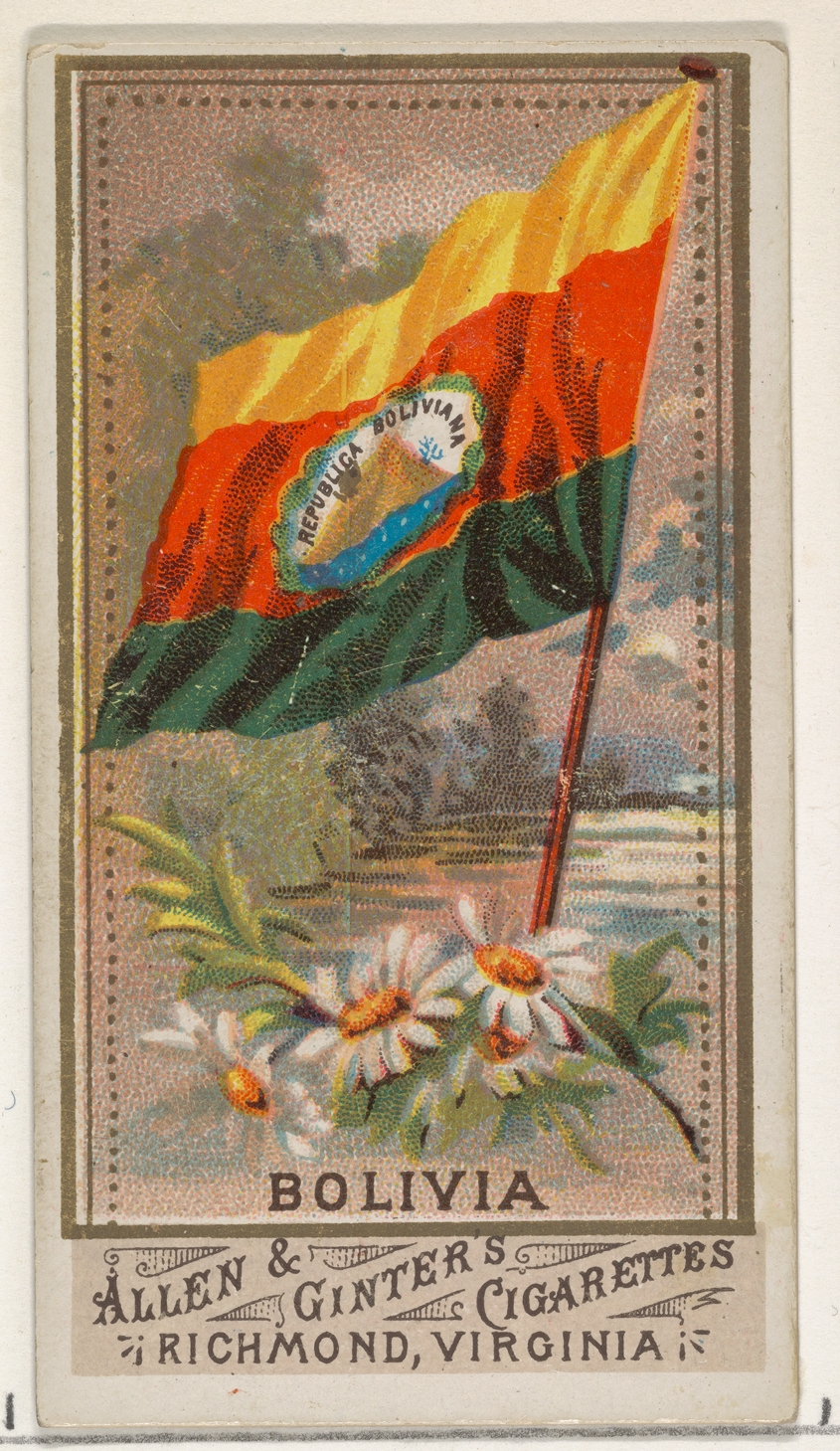
Bolivia, Flags of All Nations, Series 1 (N9) for Allen & Ginter (1837) en el Museo Metropolitano de Arte en Nueva York, se puede observar el diseño del escudo y la bandera boliviana

### Constitución de 1831
En 14 de agosto de 1831 se aprobó una Constitución, durante la presidencia del general Andrés de Santa Cruz y Calahumana. Dicha constitución introdujo el bicameralismo, dividiendo el gobierno entre la Cámara de Senadores (el Senado) y la Cámara de Diputados elegidos por representación proporcional. También eliminaba la presidencia vitalicia y reducía el mandato presidencial a periodos renovables de cuatro años. A pesar de tales limitaciones, en realidad el poder presidencial aumentó durante la presidencia de Santa Cruz y la tendencia hacia una mayor concentración del poder en el Ejecutivo se mantuvo a lo largo de la historia de Bolivia. También se introdujo la posibilidad de celebrar tratados de federación con otros países, entre las atribuciones del presidente.

Las atribuciones del Presidente de la República son:

Dirigir las negociaciones diplomáticas, y celebrar tratados de paz, amistad, federación, alianza, treguas, neutralidad, comercio y cualesquier otros; debiendo proceder siempre la aprobación del Cuerpo Legislativo.
Constitución de 1831, Art. 72, Num.20

### Constitución de 1834
El 20 de octubre de 1834 se aprobó una nueva Constitución, también durante la presidencia de Santa Cruz,dicha constitución, ratifica en las atribuciones del presidente; la posibilidad de celebrar tratados de federación con otros países, su contenido llevaba 16
7 Artículos.

Las atribuciones del Presidente de la República son: Dirigir las negociaciones diplomáticas, y celebrar tratados de paz, amistad, federación, alianza, treguas, neutralidad, comercio y cualesquiera otros; debiendo preceder siempre la aprobación del Cuerpo Legislativo.
Constitución de 1834, Art 74, Num. 19

## Historia

### Congreso de Tapacarí
El Congreso de Tapacarí fue un Congreso extraordinario de Bolivia, presidido por el vicepresidente Mariano Enrique Calvo Cuellar,que se reunió el 21 de junio de 1836 en Tapacarí, con el fin de dar facultades al presidente Andrés de Santa Cruz para instaurar la Confederación Perú-Boliviana.
Santa Cruz solicitó a este Congreso autorización para usar el título de Supremo Protector del Estado Sur Peruano, que le había otorgado la Asamblea de Sicuani en marzo de 1836. El Congreso accedió a su pedido y le autorizó para nombrar a los integrantes de un Congreso de plenipotenciarios peruanos y bolivianos, cuya sede sería elegida por el mismo Santa Cruz, en donde se fijarían las bases administrativas de la Confederación, las cuales serían sometidas a su aprobación al Congreso ordinario boliviano.
El Congreso de Tapacarí otorgó también ostentosas distinciones y cuantiosos premios a Santa Cruz y a los miembros de su gobierno, en medio del entusiasmo que sobrevino tras el triunfo de la guerra en Perú. Santa Cruz recibió como obsequio las haciendas de Chincha y Tahuapalpa, con el nombre de Socabaya (nombre de la batalla que ganara en el Perú), cediéndolas perpetuamente en su familia, en forma de mayorazgo. Asimismo, dispuso la entrega de considerables premios al ejército boliviano, pagaderos cuando el Perú reembolsase a la hacienda boliviana los gastos invertidos en su pacificación. Concedió también un sobresueldo al secretario de Santa Cruz, doctor Torrico, y otorgó el rango de general de división al vicepresidente Calvo, que jamás había peleado en batalla.

### Secesión de la Confederación
Tras la disolución de la Confederación Perú-Boliviana, es Estado de Bolivia no tuvo un cambio severo a diferencia del Perú por el hecho de que los acontecimientos se habían librado en suelo peruano. Tras los conflictos políticos, sociales y revoluciones populares, también las sublevaciones de José Miguel de Velasco y José Ballivián contra la confederación, el protector y el gobierno nacional; Andrés de Santa Cruz, viendo todo perdido, y estando su vicepresidente de presidente interino, Mariano Enrique Calvo, renunció a todo su poder el 20 de febrero de 1839 y se dirigió al puerto de Islay acompañado por algunos oficiales leales, designando como presidente del Estado Boliviano a Mariano Enrique Calvo. Se embarcó en Islay, en la fragata inglesa Sammarang, rumbo al Ecuador. Así finalizó su gobierno como protector del estado binacional peruano y el boliviano.
El general José Miguel de Velasco, había acudido al llamado del Congreso General Constituyente, tomó el control del gobierno de Bolivia como presidente provisional, y se encargó de la secesión del Estado Boliviano de la Confederación, dando origen a una nueva República de Bolivia, mediante la creación de la Constitución Política del Estado de 1839 y la posterior transición de poderes.

## Organización territorial
El Estado Boliviano estaba subdividido en siete departamentos y una provincia autónoma:
| Entidad territorial | Nombre     | Capital                 |
| ------------------- | ---------- | ----------------------- |
| Departamento        | Chuquisaca | Chuquisaca              |
| Departamento        | La Paz     | La Paz                  |
| Departamento        | Oruro      | Oruro                   |
| Departamento        | Potosí     | Potosí                  |
| Departamento        | Cochabamba | Cochabamba              |
| Departamento        | Santa Cruz | Santa Cruz de la Sierra |
| Departamento        | Tarija     | Tarija                  |
| Provincia Autónoma  | Atacama    | La Mar                  |

En 1838, tras la victoria de la Confederación Perú-Boliviana sobre la Confederación Argentina, Santa Cruz anexó al Estado Boliviano, parte del territorio argentino de Salta y Jujuy, en el que se hallan las poblaciones de Santa Catalina, Yavi, Santa Victoria, Cangrejillos, El Pueso, Abra Pampa, Cochinoca, Pastos Chicos, y otras. Lo puso bajo dependencia del Departamento de Tarija y designó autoridades bolivianas, entre las que se sucedieron Timoteo Raña, Sebastián Agreda y Bernardo Trigo.
El 20 de enero de 1839 las fuerzas restauradora del chileno Manuel Bulnes y del peruano Agustín Gamarra lograron la victoria de Yungay contra Santa Cruz que puso fin a la Confederación Perú-Boliviana. El 14 de febrero de 1839, el general Velasco, nuevo presidente de Bolivia, comunicó al gobernador de Jujuy el fin del estado de guerra y se mostró dispuesto a negociar el problema de Tarija. El 26 de abril de 1839 el general Rosas puso fin oficialmente a la guerra sin aprovechar la derrota de Santa Cruz para avanzar sobre Tarija, permitiendo que los propios tarijeños decidieran la cuestión, estos se mantuvieron del lado boliviano. El territorio de la Puna de Jujuy, Iruya y otras poblaciones ocupadas, fueron devueltas por Bolivia en marzo de 1839.

## La capital
Si bien la Ley del 11 de agosto de 1825, dispone que la capital de Bolivía sería la ciudad de Sucre: «La ciudad Capital de la República y su departamento se denominará Sucre»; hasta ese entonces no se había definido donde debería estar establecida la ciudad de Sucre. La Ley del 1º de julio de 1826, dispone a la ciudad de Chuquisaca como capital provisional del país, hasta que se designe el lugar donde será, la verdadera capital. Sin embargo, durante el gobierno crucista (1835-1839), la capital boliviana estuvo albergada en La Paz, y extraordinariamente durante diez días en el mes de junio de 1836 se gobernó desde Tapacarí. 
El 12 de julio de 1839 a través de una Ley, de misma fecha, se decide que la ciudad de Chuquisaca será la capital oficial de la Bolivia, y de ahí en adelante se la renombra la «ciudad de Chuquisaca» a «ciudad de Sucre»: 

«La ciudad de Chuquisaca es la Capital de la República y sede nata de los tres poderes del estado: Ejecutivo, Legislativo y Judicial, y conforme a la ley de 11 de agosto de 1825 se llamará en adelante la ciudad Sucre».
Ley de Declaración, del 12 de julio de 1839

## Gobierno del Estado Boliviano
El protector y máxima autoridad presidencial fue Andrés de Santa Cruz, electo supremo protector de la Confederación Perú-Boliviana por los congresos de Tapacarí, Huaura y Sicuani el 28 de octubre de 1836, asimismo de manera simultánea asumió la presidencia del Estado Boliviano. Sin embargo el Dr. Mariano Enrique Calvo, vicepresidente electo de Bolivia, asumió el Gobierno como encargado del mando supremo del Estado en suplencia del presidente, al hallarse Mar. Santa Cruz en territorio peruano en el proceso de formación del protectorado de la Confederación Perú-Boliviana. En toda esa gestión, Santa Cruz estuvo más pendiente en asuntos militares que administrativos, como la guerra por el establecimiento de la Confederación Perú-Boliviana, la guerra contra la Confederación Argentina y la guerra contra Chile y el Ejército Restaurador. Por lo que Calvo llegó a estar más tiempo en el Gobierno en Bolivia que Santa Cruz, incluso sería a Calvo a quien José Miguel de Velasco terminaría derrocando, para terminar de esa manera por declarar la secesión de Bolivia de la Confederación Perú-Boliviana. Calvo ejerció el interinato por más de dos años y medio, sumadas todas las ausencias de Santa Cruz.
| Gobierno titular | Gobierno interino encargado | Gobierno desvinculado |

| Gobierno                                            | Gobierno                                                                                           | Presidente | Presidente                        | Origen                              | Designación                                                                                         | Inauguración                                                           | Culminación | Vicepresidente        |
| República de Bolivia                                | República de Bolivia                                                                               | República de Bolivia | República de Bolivia              | República de Bolivia                | República de Bolivia                                                                                | República de Bolivia                                                   | República de Bolivia                                                                                                 | República de Bolivia  |
| --------------------------------------------------- | -------------------------------------------------------------------------------------------------- | --- | --------------------------------- | ----------------------------------- | --------------------------------------------------------------------------------------------------- | ---------------------------------------------------------------------- | --- | --------------------- |
| -                                                   | Presidente de la República de Bolivia (1835-1836)                                                  | | Andrés de Santa Cruz y Calahumana | La Paz, Huarina                     | Congreso General Constituyente a través de las elecciones de 1835 voto indirecto                    | domingo, 16 ago. 1835                                                  | viernes, 28 oct. 1836 transición a la Confederación                                                                  | Mariano Enrique Calvo |
| -                                                   | Presidente de la República de Bolivia (1835-1836)                                                  | Cambios jurídicos en el mando: - domingo, 16 ago. 1835: Santa Cruz asume como presidente y Calvo como vicepresidente, ambos tras las elecciones de voto indirecto del 23 de julio. Por la ausencia de Santa Cruz en Bolivia, Calvo asumió paralelamente la administración del Poder Ejecutivo. - lunes, 20 jun. 1836: El Congreso de Tapacarí da facultades a Andrés de Santa Cruz para que pueda asumir el cargo de presidente de Bolivia, y protector del Sud Perú y Nor Perú, simultáneamente. - lunes, 1 may. 1837: El Congreso de Tacna aprueba la Ley fundamental de la Confederación Perú-Boliviana, nombrando a Santa Cruz, como el protector de la Confederación Perú-Boliviana. - miércoles, 9 may. 1837: Santa Cruz, promulga la Ley fundamental de la Confederación Perú-Boliviana, juramentando como supremo protector de la Confederación Perú-Boliviana, quedando Orbegoso como presidente del Estado Nor-Peruano. |                                   |                                     | |                                                                        | |                       |
| -                                                   | Vicepresidente y encargado del Poder Ejecutivo del Estado (1835-1836)                              | | Mariano Enrique Calvo             | Chuquisaca, ciudad de Chuquisaca    | Congreso General Constituyente a través de las elecciones de 1835 voto indirecto                    | viernes, 16 ago. 1835 en La Paz                                        | viernes, 28 oct. 1836 transición a la Confederación                                                                  | El mismo              |
| -                                                   | Vicepresidente y encargado del Poder Ejecutivo del Estado (1835-1836)                              | Nota: El 23 de julio de 1839, por obra del Congreso Constituyente, fue reelecto Andrés de Santa Cruz como presidente de Bolivia, mientras que el vicepresidente José Miguel de Velasco, que acompañaba a Santa Cruz en el Perú, fue sustituido por el Dr. Calvo, quien tomó asunción del cargo en La Paz el 16 de agosto. Tras la ausencia de Santa Cruz en Bolivia, Calvo ejerció la administración interina del Estado como encargado del Poder Ejecutivo. |                                   |                                     | |                                                                        | |                       |
| Estado Boliviano de la Confederación Perú-Boliviana | | |                                   |                                     | |                                                                        | |                       |
| 1                                                   | Supremo protector de la Confederación Perú-Boliviana y presidente del Estado Boliviano (1836-1839) | | Andrés de Santa Cruz y Calahumana | La Paz, Huarina                     | Congreso de Tapacarí (Supremo protector de la Confederación Perú-Boliviana y Presidente de Bolivia) | viernes, 28 oct. 1836 en Lima                                          | miércoles, 20 feb. 1839 renuncia                                                                                     | Mariano Enrique Calvo |
| 1                                                   | Supremo protector de la Confederación Perú-Boliviana y presidente del Estado Boliviano (1836-1839) | Cambios jurídicos en el mando: - viernes, 28 oct. 1836: electo supremo protector de la Confederación Perú-Boliviana por los Congresos de Tapacarí, Huaura y Sicuani (presidencia simultánea) - miércoles, 20 feb. 1839: Andrés de Santa Cruz optó por renunciar a su autoridad de protector de la Confederación y presidente de Bolivia, con el fin de evitar más derramamiento de sangre, y que el conflicto no avance hasta Bolivia. Transmitiendo el mando como sucesor a la presidencia a su vicepresidente Mariano Enrique Calvo, pero este había abandonado el Gobierno el 17 de febrero. |                                   |                                     | |                                                                        | |                       |
| -                                                   | Vicepresidente y encargado del mando supremo del Estado Boliviano (1836-1839)                      | | Mariano Enrique Calvo             | Chuquisaca, ciudad de Chuquisaca    | Congreso General Constituyente y Andrés de Santa Cruz                                               | viernes, 28 oct. 1836 en La Paz                                        | domingo, 17 feb. 1839 fin de mandato                                                                                 | El mismo              |
| -                                                   | Vicepresidente y encargado del mando supremo del Estado Boliviano (1836-1839)                      | Nota: Calvo fue vicepresidente de Bolivia y en paralelo se encargó del mando supremo del Estado durante las constantes y largas ausencias del presidente Andrés de Santa Cruz en Bolivia, mientras que este se encargaba de gobernar la Confederación. Calvo gobernó Bolivia como vicepresidente por más de dos años y medio.Abandonó el Gobierno el 17 de febrero de 1839, a raíz de las sublevaciones que ocurrían desde fines de 1838. |                                   |                                     | |                                                                        | |                       |
| Disolución de la Confederación Perú-Boliviana       | | |                                   |                                     | |                                                                        | |                       |
| -                                                   | Jefe supremo de la República de Bolivia (1839)                                                     | | José Miguel de Velasco            | Santa Cruz, Santa Cruz de la Sierra | Golpe de Estado y Congreso General Constituyente                                                    | viernes, 22 feb. 1839 en Potosí                                        | viernes, 29 mar. 1839 sucesión como presidente                                                                       | Inexistente           |
| -                                                   | Jefe supremo de la República de Bolivia (1839)                                                     | Cambios jurídicos en el mando: - viernes, 22 feb. 1839, Velasco y el Congreso, desconocen la autoridad de Andrés de Santa Cruz y al gobierno que representa. |                                   |                                     | |                                                                        | |                       |
| 2                                                   | Presidente provisorio de la República de Bolivia (1839)                                            | | José Miguel de Velasco            | Santa Cruz, Santa Cruz de la Sierra | Congreso General Constituyente                                                                      | viernes, 29 mar. 1839 en Chuquisacadomingo, 16 jun. 1839 en Chuquisaca | domingo, 16 jun. 1839 electo como constitucional provisoriosábado, 26 oct. 1839 transición a la República de Bolivia | Vacante               |
| 2                                                   | Presidente provisorio de la República de Bolivia (1839)                                            | Cambios jurídicos en el mando: - sábado, 26 oct. 1839, Velasco declara oficialmente la secesión de Bolivia de la Confederación Perú-Boliviana a través de la constitución boliviana de 1839. |                                   |                                     | |                                                                        | |                       |